# باي برد (مهاباد)
قرية باي برد (بالكردية: پاژبەرد) هي إحدى القرى التابعة لـكاني بازار في ريف قسم خليفان من مقاطعة مهاباد، في محافظة أذربیجان الغربیة الإيرانية.

## السكان
حسب إحصاءات سنة 2006، بلغ إجمالي السكان في باي برد 75 نسمة وعدد المساكن 13 مسكن. لغة سكان باي برد هي اللغة الكردية و هم من أهل السنة والجماعة والمذهب الشافعي.